# Jorge Fiz Castro
Jorge Fiz Castro (22 de agosto de 1963) es un deportista cubano que compitió en judo.
Ganó una medalla en el Campeonato Mundial de Judo de 1987 y cuatro medallas en el Campeonato Panamericano de Judo entre los años 1986 y 1997. En los Juegos Panamericanos consiguió tres medallas entre los años 1983 y 1991.

## Palmarés internacional
| Campeonato Mundial      | Campeonato Mundial            | Campeonato Mundial | Campeonato Mundial |
| Año                     | Lugar                         | Medalla            | Categoría          |
| ----------------------- | ----------------------------- | ------------------ | ------------------ |
| 1987                    | Essen (RFA)                   | Medalla de bronce  | Abierta            |
| Juegos Panamericanos    |                               |                    |                    |
| Año                     | Lugar                         | Medalla            | Categoría          |
| 1983                    | Caracas (Venezuela)           | Medalla de bronce  | +95 kg             |
| 1987                    | Indianápolis (Estados Unidos) | Medalla de oro     | Abierta            |
| 1991                    | La Habana (Cuba)              | Medalla de oro     | Abierta            |
| Campeonato Panamericano |                               |                    |                    |
| Año                     | Lugar                         | Medalla            | Categoría          |
| 1986                    | Salinas (Puerto Rico)         | Medalla de plata   | +95 kg             |
| 1988                    | Buenos Aires (Argentina)      | Medalla de plata   | Abierta            |
| 1996                    | San Juan (Puerto Rico)        | Medalla de oro     | +95 kg             |
| 1997                    | Guadalajara (México)          | Medalla de plata   | +95 kg             |